# Killian Overmeire
Killian Overmeire, est un footballeur international belge, né le 6 décembre 1985 à Gand en Belgique. Il a évolué toute sa carrière comme milieu de terrain au KSC Lokeren et détient le record d'apparitions pour ce club.

## Biographie

### En club
Killian Overmeire a commencé à jouer au KSC Lokeren en 1994 à l'âge de neuf ans. Il a gravi tous les échelons dans les équipes de jeunes du club avant de débuter en équipe première en 2003. C'est l'entraîneur Paul Put qui lui a donné sa chance. Puis, il est toujours resté titulaire dans l'équipe waaslandienne.
Le 20 avril 2020, son club de toujours est en faillite et Killian se retrouve sans club. Le 9 juillet 2020, Killian Overmeire s'entraîne avec les espoirs du FC Bruges afin d'entretenir sa condition physique et d'être prêt au cas où un club professionnel ferait appel à lui. Il prend finalement sa retraite professionnelle le 22 octobre 2020.
Le 5 novembre 2020, le KSC Lokeren-Temse, évoluant en D2 amateur, le quatrième échelon du football belge, annonce sa signature. Il retrouve ainsi son club de cœur, ou plutôt son héritier après la fusion du 20 juin 2020, préférant décliner l'offre de Waasland-Beveren, l'éternel rival et voisin.
Il dispute sa dernière rencontre en Coupe de Belgique le 3 février 2021 face à Saint-Trond (défaite, 0-2) car, le 7 avril 2021, après une saison blanche au KSC Lokeren-Temse à la suite de l'arrêt de toutes compétitions amateurs à cause de la pandémie de coronavirus, il décide de mettre un terme à sa carrière.

### En équipe nationale
Overmeire devient international belge espoir et participe au championnat d'Europe Espoirs 2007 aux Pays-Bas. Puis il fait ses débuts avec les Diables Rouges lors d'un match amical contre le Luxembourg (1-1), le 19 novembre 2008. Ce sera son unique match disputé avec les Diables Rouges.

## Palmarès

### En club
|  |  | KSC Lokeren - Coupe de Belgique (2) : - Vainqueur : 2012 et 2014 |